# ديونا بورازو
ديونا لين بورازو بالإنجليزية Deonna Lynn Purrazzo (ولدت في 10 يونيو 1994) وهي مصارعة أمريكية محترفة اشتهرت بتوقيعها مع أتحاد المصارعة العالمي الترفيهي (WWE)، حيث قامت بالمشاركة في عروض علامة الدبليو دبليو أي التجارية NXT . وكذلك صارعت بورازو في العديد من أتحادات المصارعة المحلية الأمريكية، بالإضافة إلى أتحادات كبري في أمريكا مثل مجموعة المصارعة بدون توقف (TNA) وحلبة الشرف (ROH).
ولدت ديونا في مدينة ليفينغستون بولاية نيو جيرسي في يوم الجمعة الموافق العاشر من شهر يونيو عام 1994 ونشأت في مدينة جيفرسون بولاية نيو جيرسي الأمريكية وأرتادت مدرسة جيفرسون تاونشيب الثانوية.

## مهنة مصارعة المحترفين

### مهنة مبكرة (منذ 2012 حتي 2016)
بدأ عشق ديونا لرياضة مصارعة المحترفين يكبر يوماً بعد يوماً واصبح حلمها حقيقة في عام 2012 وبالذات في شهر ديسمبر عندما ألتحقت بأكاديمية أتحاد D2W Pro Wrestling بعد أن شاهدت إعلانًا لها. وظهرت لأول مرة في الحلبة عام 6 ديسمبر 2013 في عرض D2W Season's Beatings 4 حيث هزمت جينا. عادت بورازو أتحاد D2W في عام 7 فبراير 2014 حيث واجهت جيسي بروكس وقامت بهزيمتها، وفي عام 2014 قامت بمغادرة الأتحاد. جنبًا إلى جنب مع مدربها داميان آدامز استمر كلاهما في التدريب في مرفق تدريب فريق آدامز في شمال نيو جيرسي. وقد حضرت دورات تدريبية إضافية إلى جانب مدرب المصارعة ريب روجرز في أوهايو فالي ريسلنغ في لويزفيل بولاية كنتاكي وعادت في 2 يناير 2015 لـ D2W في مباراة فازت بها ديبي كين ظهرت ديونا لأول مرة في أتحاد Queens of Combat كشخصية شريرة في 29 نوفمبر 2015، وخسرت أمام كانديس ليراي في مباراة رباعية شملت أيضًا هايدي لوفليس وباربي هايدن في عرض Queens of Combat 7. وعادت 27 نوفمبر 2016 في عرض Queens Of Combat 16، كفريق مع كيلي كلاين وفازتا علي فاي جاكسون وميس ديس لكسيا في مباراة زوجية.
في ظهرت ديونا بورازو لأول مرة في أتحاد Victory Pro Wrestling في عرض VPW Carnage in Centereach IX ، الذي عقد في 26 يوليو 2015 تعاونت بورازو مع روميو روسيل فازوا في مباراة فرق مختلطة الفائزة ضد أشلي بريلي وداميان آدمز  وعادت أيضاً للظهور في 11 أبريل 2015 في VPW حيث فازت هي وروميو روسيلي في مباراة فرق مختلطة ضد أشلي أمريكا وداميان آدمز. في 6 يونيو 2015 في عرض VPW Upper Limits 2015، صارعت ديونا بوراز في مباراة نوك أوت رباعية ضد نيكي أدامز، آشلي أمريكا وكارين يو علي بطولة VPW للسيدات الشاغرة. انتهت المباراة بفوز آدمز باللقب.
ظهرت ديونا لأول مرة في أتحادات المصارعة في بورتوريكو في 16 ديسمبر 2016، في بايامون، بجزيرة بورتوريكو التابعة للولايات المتحدة الأمريكية في أتحاد رابطة المصارعة العالمية (WWL) في حدثهم "Christmas in PR" المملوك للمصارع سافيو فيجا.

### حلبة الشرف (منذ 2015 حتي 2018)
يرجع الفضل إلى ديونا بورازو في بدء «ولادة جديدة» لنساء الشرف أو فئة النساء في أتحاد حلبة الشرف، حيث ظهرت لأول مرة في مباراة ضد المصارعة ماندي ليون في بالتيمور بولاية ماريلاند في 25 يوليو 2015. على الرغم من خسارتها في المباراة، رتبت هذه المباراة أفكار الأدرايين في الأتحاد لبدأ ما يعرف بأسم ويمنز أوف أونر حيث أشارت لذلك مقدمة الحلبة تايلر هندريكس أيضًا. وفي ديسمبر 2015 في ساحة 2300 في فيلادلفيا، بنسلفانيا، تعاونت بورازو مع هانيا «ذا هاولينغ هانتريز» في مواجهة ضد ماندي ليون وسومي ساكاي وخسرتها. ظهرت بورازو في عرض Ring of Honor Supercard of Honor X في أبريل 2016 حيث تعاونت مع أمبر غالوز في مباراة الفرق ضد سولو دارلينغ وماندي ليون، لكنها خسرت عبر الأخضاع. وفي حلقة 14 ديسمبر 2016 من سلسلة ويب نساء الشرف يوم الأربعاء من حلقة رينغ أوف اونر، عادت ديونا بورازو لمواجهة سومي ساكاي في محاولة الفوز. ظهرت بورازو لأول مرة في حلقة تلفزيون ROH التي تم بثها في 10 ديسمبر 2016. هزم كانديس لاري.
في 23 يونيو 2017، في عرض Best in the World ، تعاونت ديونا بورازو مع ماندي ليون وخسرتا في مباراة فرث ضد كريس وولف وسومي ساكاي. وخلال التسجيلات التلفزيونية الليلة التالية، صارع بورازو مباراة ثلاثية ضد كايلي كايلين وكارين كيو، وخسرت مرة أخري بعد ان تم تثبيتها بواسطة الأخيرة. في تسجيلات 29 يوليو (التي تم بثها على قناة الأتحاد علي موقع اليوتيوب في 6 سبتمبر)، خسرت بورازو مباراة فردية ضد كايلين بعد تدخل كارين كيو، التي هاجمت بورازو أثناء وبعد المباراة. في 13 أكتوبر 2017، في عرض Global Wars: Pittsburgh ، تعاونت بورازو مع ليون وجيني روز فازت في مباراة فرق نساء سداسية ضد بريت بيكر، فاي جاكسون وسومي ساكاي.
و تم الأعلان أنه في 11 يناير عام 2018، بورازو وقعت عقدا مع أتحاد رينغ أوف أونر.
و شاركت بورازو في المباريات المؤهلة لبطولة Women of Honor . في ROH Manhattan Mayhem 2018 فازت مع تانيل داشود في مباراة فرق ضد جيني روز وسومي ساكاي. تقدمت بورازو إلى ربع نهائي في دوري بطولة Women Of Honor بعد فوزها على هوليديد.   في الدور ربع النهائي، تم إقصاء بورازو من البطولة بعد خسارتها أمام مايو إيواتاني.
و في 1 يوليو 2018 تم الأعلان عن إنتهاء عقد ديونا بروازو مع الشركة

### مجموعة المصارعة بدون توقف (منذ 2014 ومن 2016 حتي 2017)
ظهرت بورازو في أتحاد توتال نون ستوب أكشن ظهورات متقطعة أول مرة خلال تسجيل 10 مايو 2014 وذلك خلال تسجيلات عرض TNA One Night Only Knockouts Knockdown II خسرت مباراتها الفردية ضد بروك. و بعد عامين عادت ديونا إلى TNA في 8 يناير 2016 في عرض TNA One Night Only: Live PPV وشاركت في مباراة التدافع لتحديد المنافسة رقم واحد علي لقب النوك اوتس حيث تم اقصائها من قبل اوسم كونغ. ظهرت للمرة الثالثة في 17 مارس 2016 في Knockouts Knockdown IV حيث خسرت أمام ماديسون راين.  في 19 يناير 2017، حلقة من Impact Wrestling ، واجه Purrazzo بروك في محاولة خاسرة.  ظهر بورازو أيضًا في مباراة انفجار ، وخسر أمام لوريل فان نيس.

### World Wonder Ring Stardom (2017-2018)
ظهرت Purrazzo لأول مرة في بطولة World Wonder Ring Stardom ، في 29 يناير 2017. تعاونت Purrazzo مع كريستي جاينز وشينا بازلر في مباراة فريق مكونة من ست سيدات، حيث هزم الثلاثي كاجيتسو وكريس وولف وفايبر.
في 4 فبراير، تعاونت Purrazzo مرة أخرى مع Baszler و Jaynes في محاولة فوز أخرى ضد Arisu Nanase و Jungle Kyona و Natsuko Tora.  في 11 فبراير، هزم Purrazzo و Baszler HZK و Io Shirai و Toni Storm و Zoe Lucas ، في مباراة فرق ثلاثية.  في 18 فبراير، تعاونت Purrazzo مع Baszler و Jaynes في محاولة الفوز ضد AZM و HZK و Shirai في مباراة فرق سيدات الست.  في 23 فبراير، تحدى Purrazzo Storm دون جدوى لبطولة SWA World .
عاد Purrazzo إلى Stardom في يونيو 2018.

### WWE

#### المظاهر المبكرة (2014-2017)
في عام 2014، بدأ Purrazzo العمل كموهبة إضافية ل WWE التي ظهرت في عدة مسرحيات هزلية مع المواهب السابقة آدم روز كـ "Rosebud".
ظهرت في 11 نوفمبر 2015، حلقة NXT حيث هُزمت من قبل Nia Jax . في حلقة 19 نوفمبر من NXT ، خسر Purrazzo أمام Asuka .  في 13 يناير 2016، حلقة NXT ، شاركت في معركة ملكية لتحديد المنافس الأول في بطولة NXT للسيدات. استمرت في الظهور طوال عام 2016، وخسرت أمام أمثال Asuka و Emma و Nia Jax و  و Bayley .
في 13 ديسمبر 2016 حلقة من SmackDown Live ، تم تعيين Purrazzo لمواجهة بطل SmackDown للسيدات Alexa Bliss ، لكن Bliss هاجمها قبل بدء المباراة.
تم اختيار Purrazzo كبديل للبطولة الافتتاحية Mae Young Classic حيث شاركت في الليلة الثانية من البطولة في مباراة مظلمة، حيث تعاونت مع Jessica James لهزيمة Nicole Matthews و Barbi Hayden .

#### NXT (2018-2020)
في عام 2018، وقع Purrazzo عقدًا مع WWE وتم تعيينه لـ NXT
عرضت WrestleMania Wekkend ، Purrazzo عقدًا من قبل WWE بعد عرض Shimmer ، حتى أنها كانت متعاقدة مع Ring of Honor. ومع ذلك، قبلت وألغت مباراة All In.  في 31 مايو 2018، أفيد أن Purrazzo قد وقعت عقدًا مع WWE. في نفس الأسبوع، أعلنت WWE أن Purrazzo ستتنافس في Mae Young Classic الثانية. خلال Mae Young Classic ، وصل Purrazzo إلى الدور ربع النهائي، بفوزه على Priscilla Kelly و Xia Li قبل القضاء عليه من قبل Io Shirai .  ظهرت Purrazzo لأول مرة في NXT UK في حلقة 26 ديسمبر من العرض، عندما تحدت ريا ريبلي دون جدوى لبطولة NXT UK للسيدات. بعد مباراتهم، هاجم ريبلي بورازو حتى أنقذها توني ستورم. Purrazzo ، بعد أن تم إقصاؤه من معركة ملكية من قبل Shotzi Blackheart ، تحول إلى كعب لأول مرة.  ظهرت Purrazzo في حلقة 16 ديسمبر من WWE Raw في مباراة فردية ضد Asuka حيث هُزمت. ظهرت Purrazzo في نسخة 6 أبريل 2020 من RAW في مباراة فردية ضد عودة نيا جاكس حيث هُزمت. في 15 أبريل، تم إطلاق سراح Purrazzo من WWE مع 8 منتجين آخرين و 18 مصارع قائمة رئيسي.  خلال فترة وجودها في WWE ، كان لديها فقط 16 مباراة تلفزيونية.  وفقًا لـ Purrazzo ، اعتقد الفريق الإبداعي أنها ليست جاهزة للتلفزيون.

## أسلوب المصارعة المحترف وشخصية
تصف Purrazzo أسلوبها بأنه «دقيق للغاية ومنهجي للغاية»، وتبحث عن تعليق تقديم Fujiwara Armbar ،  ويطلق عليها «متخصص Fujujara armbar».  ولقبت أيضًا باسم "Virtuosa"، وهو لقب اختاره لأنها كانت تبحث عن لقب لا يعكس فقط قدراتها التقنية في الحلبة ولكنه أيضًا يعطي الأنوثة والأناقة والنعمة لشخصيتها.

## البطولات والإنجازات
- بطولة ديناميت للمصارعة
  - بطولة DCW للسيدات (مرة واحدة)
- جمعية مصارعة الساحل الشرقي
  - بطولة إيكوا للسيدات (مرة واحدة)
  - بطولة ECWA Super 8 ChickFight (2015، 2016)  
  - جوائز إيكوا نهاية العام (4 مرات)
    - مباراة العام (2016) - ضد كارين كيو في 22 أكتوبر
    - المصارع الأكثر شعبية (2016)
    - اللحظة الأكثر صدمة (2016) - للفوز المتتالي ببطولات سوبر 8 للسيدات في إيكوا
    - مصارع العام (2016)
- لعبة مبدل المصارعة
  - بطولة GCW للسيدات (مرة واحدة)
- مصارعه الوحش برو
  - بطولة MFPW للبنات (مرة واحدة)
- اتصال المصارعة في نيويورك
  - بطولة NYWC Starlet (مرة واحدة)
- زقاق الجنة برو المصارعة
  - بطولة المركز الدائري للمغنيات (مرة واحدة)
- المصارعة المحترفة
  - احتلت المرتبة 34 من بين أفضل 50 مصارعة عازبات في PWI Female 50 في عام 2017
- خاتم الشرف
  - مصارع WOH للعام (2017)

## روابط خارجية
- ديونا بورازو على موقع IMDb (الإنجليزية)
- ديونا بورازو على موقع قاعدة بيانات الفيلم (الإنجليزية)
- ديونا بورازو على موقع دبليو دبليو إي (الإنجليزية)
- ديونا بورازو على موقع WrestlingData.com (الإنجليزية)
- ديونا بورازو على موقع CageMatch worker (الإنجليزية)
- ديونا بورازو على موقع قاعدة بيانات المصارعة على الإنترنت (الإنجليزية)
- ديونا بورازو على موقع عالم المصارعة على الإنترنت (الإنجليزية)
- ديونا بورازو على موقع عالم المصارعة على الإنترنت (الإنجليزية)